# Muehlenbeckia hastulata
Muehlenbeckia hastulata är en slideväxtart som först beskrevs av J. E. Smith, och fick sitt nu gällande namn av Ivan Murray Johnston. Muehlenbeckia hastulata ingår i släktet sliderankor, och familjen slideväxter.

## Underarter
Arten delas in i följande underarter:
- M. h. fascicularis
- M. h. rotundata